# Нджуэ, Джон
Джон Нджуэ (англ. John Njue; род. 1 января 1946, Эмбу, колония и протекторат Кения) — кенийский кардинал. Епископ Эмбу с 9 июня 1986 по 23 января 2002. Коадъютор Ньери с 23 января 2002 по 6 октября 2007. Архиепископ Найроби с 6 октября 2007 по 4 января 2021. Кардинал-священник с титулом церкви Прециосиссимо-Сангуэ-ди-Ностро-Синьоре-Джезу-Кристо с 24 ноября 2007.